# Ehretia philippinensis
Ehretia philippinensis là loài thực vật có hoa trong họ Ehretiaceae. Loài này được A.DC. mô tả khoa học đầu tiên năm 1845.